# اروين انجلر

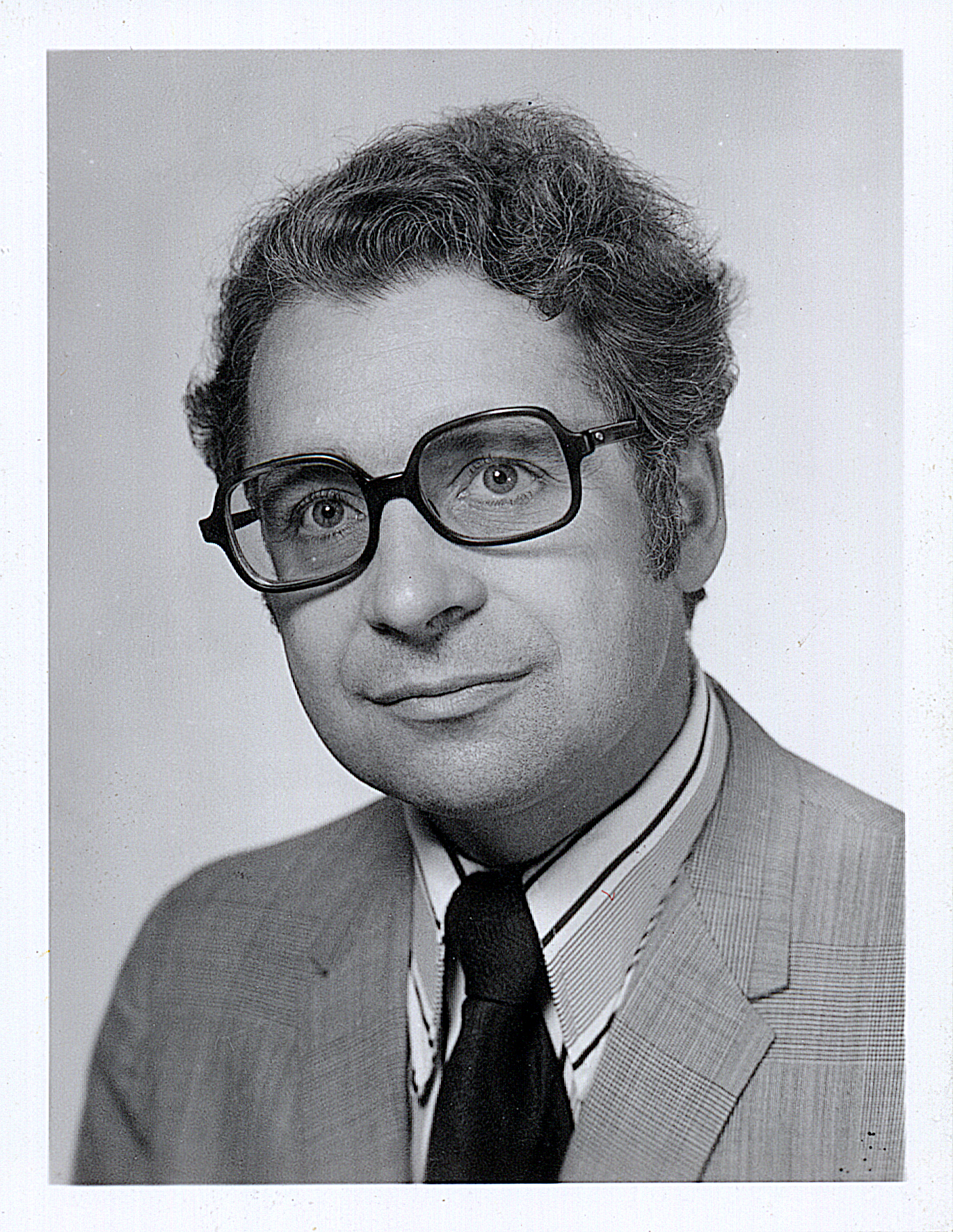
إروين إنجلر (1975)

إروين إنجلر (من مواليد 13 فبراير 1930) عالم رياضيات سويسري كان من اوائل العلماء الذين ربطوا بين مختلف العلوم في العلاقات المتبادلة بين المنطق وعلوم الكمبيوتر والحساب العلمي في القرن العشرين. كان أحد طلاب بول بيرنايز في المعهد الفدرالي السويسري للتكنولوجيا في زيورخ .
بعد حصوله على الدكتوراه في عام 1958 أمضى إنجلر أربعة عشر عامًا في الولايات المتحدة حيث قام بالتدريس في جامعة مينيسوتا وجامعة كاليفورنيا (بركلي) . في عام 1959 ساهم بإثبات للعديد من الشروط المتكافئة لفئة أوميغا وهو مفهوم مهم في نظرية النموذج. عاد إلى سويسرا في عام 1972 حيث عمل أستاذاً للمنطق وعلوم الكمبيوتر في المعهد الفدرالي السويسري للتكنولوجيا في زيورخ حتى تقاعده في عام 1997.
حصل إنجلر على زمالة جمعية ماكينات الحوسبة في عام 1995.

## منشورات مختارة
- Engeler، Erwin (1993). Algorithmic Properties of Structures: Selected Papers of Erwin Engeler. World Scientific. ISBN:978-981-02-0872-1. مؤرشف من الأصل في 2023-02-09.

## روابط خارجية
- اروين انجلر في شجرة علماء الرياضيات
- Professor Engeler's home page at the ETH Zurich.

1. ↑  مذكور في: استنادات المكتبة الوطنية الفرنسية. الوصول: 31 ديسمبر 2019. مُعرِّف المكتبة الوطنية الفرنسية (BnF): 12455626q. المُؤَلِّف: المكتبة الوطنية الفرنسية. لغة العمل أو لغة الاسم: الفرنسية.
2. 1 2  مذكور في: مشروع إحصاء علماء الرياضيات. لغة العمل أو لغة الاسم: الإنجليزية.
3. ↑  مذكور في: IdRef. مُعرِّف النظام الجامعي للتوثيق (IdRef): 033717311. الوصول: 5 مايو 2020. الناشر: وكالة الفهرسة للتعليم العالي. لغة العمل أو لغة الاسم: الفرنسية.
4. 1 2  وصلة مرجع: https://awards.acm.org/fellows/award-recipients. الوصول: 23 يونيو 2024.
5. ↑  مذكور في: www.ae-info.org. معرف عضو الأكاديمية الأوروبية: Engeler_Erwin. لغة العمل أو لغة الاسم: الإنجليزية.
6. ↑  وصلة مرجع: https://vls.hsa.ethz.ch/client/link/de/archiv/einheit/7a19b4053bf74ae4a75218d0cc73fc15. الوصول: 15 يناير 2025.